# Арюков, Анатолий Николаевич
Анатолий Николаевич Арюков (17 ноября 1952 года, Горьковская область — 9 июля 2016 года, Нижний Новгород) — советский легкоатлет, мастер спорта СССР международного класса, чемпион СССР 1981 года в марафонском беге.

## Биография
Выпускник радиофизического факультета Горьковского Государственного университета. В университете бегал в компании стайеров: Виктория Филиппова, Юрия Полетаева, Валерия Казнова, Павла Боровкова и других ребят. Сначала выступал на средних дистанциях (800—1500 метров), но позднее перешел на марафонский бег, причем первый марафон пробежал без подготовки в 1971 в Калининграде, заменив приболевшего друга.
В 1979 году Анатолий выигрывает марафон в Дагомысе и становится мастером спорта.
В 1980 году Анатолий выходит на старт Чемпионата СССР по марафону и завоевывает бронзу. В следующем году снова едет на Чемпионат страны и, в тяжелейших условиях, в 36 градусную жару, выигрывает этот забег! В сентябре того же года у Арюкова 7е место среди сильнейших марафонцев на Кубке Европы. СССР становится второй в командном зачете после бегунов Испании. В 1982 году он третий раз победил в 30-километровом пробеге на призы газеты «Труд», занял пятое место в Пекинском марафоне, показал отличный результат в Нью-Йорке.
К сожалению, в 1983 году, Анатолий повредил мениск левой ноги. В результате этой травмы на долгое время спортсмену пришлось забыть о беговых тренировках. Арюков перешел на преподавательскую работу в родном университете, заочно окончил Ленинградский институт физической культуры имени П. Ф. Лесгафта. В конце 90х годов Арюков снова выступал на нескольких стартах в США, Германии, Греции, Бельгии.
Анатолий Арюков: «Я достиг в марафоне большего, чем многие ведущие бегуны мира. Не в абсолютном результате. В относительном. Исходя из своих возможностей. Я ведь даже в 24 года оставался посредственностью в беге. Меня это не устраивало. Стал разрабатывать свою систему подготовки. И понял, что процесс восхождения надо базировать в первую очередь на психологической, интеллектуальной составляющей»

## Семья
- жена Наталья Николаевна Арюкова (дев. Колесникова)
- дочь Мария, внуки Никита и Всеволод
- сын Юрий, внук Максим

| дата             | соревнование                               | результат        |
| ---------------- | ------------------------------------------ | ---------------- |
| 28 мая 1978      | Пробег на призы газеты «Труд»              | 1:34.10          |
| 1980             | Чемпионат СССР по легкой атлетике, марафон | 2:11.53          |
| 1981             | Чемпионат СССР по легкой атлетике, марафон | 2:20.06,8        |
| 13 сентября 1981 | Кубок Европы по марафону                   | 7 место, 2:16.47 |
| 21 октября 1990  | Марафон, Эссен                             | 2:16.47          |